# تشارلز ساندز
تشارلز ساندز (بالإنجليزية: Charles Sands)‏ مواليد 22 ديسمبر 1865 في نيويورك - الوفاة 9 أغسطس 1945 في بروكفيل، كان لاعب كرة مضرب أمريكي بدأ مسيرته كمحترف سنة 1887، اعتزل اللعب في 1911. سبق أن شارك في دورة الألعاب الأولمبية الصيفية.

## الميداليات
| الميدالية | المسابقة                       |
| --------- | ------------------------------ |
| ذهبية     | الألعاب الأولمبية الصيفية 1900 |

## روابط خارجية
- تشارلز ساندز على موقع رابطة محترفي التنس (الإنجليزية)
- تشارلز ساندز على موقع الاتحاد الدولي لكرة المضرب (الإنجليزية)
- تشارلز ساندز على موقع اللجنة الأولمبية الدولية (الإنجليزية)
- تشارلز ساندز على موقع أوليمبيديا (الإنجليزية)